# Held van de Arbeid (DDR)
Held van de Arbeid (Duits: Held der Arbeit) was een onderscheiding van de voormalige DDR. De DDR volgde met het instellen van deze orde het voorbeeld van de Sovjet-Unie waar in 1938 een "Held van de Socialistische Arbeid" werd ingesteld. Ook in de DDR droegen de Helden van de Arbeid na 1952 een kleine gouden ster boven hun andere onderscheidingen op de linkerborst. Voor die tijd droegen zij een 34 millimeter brede ronde verzilverde medaille met het wapen van de DDR en de tekst "HELD DER ARBEIT". Men droeg deze medaille soms aan een groot vijfhoekig opgemaakt lint naar Russische snit en soms net als het Sovjet-voorbeeld aan een kort lint van drie bij drie centimeter binnen een metalen beugel.
In de DDR was het gebruikelijk dat dragers van orden privileges kregen en een eenmalige dotatie ontvingen. Voor een Held van de Arbeid was dat 10.000 Mark.
De kleine ster draagt het symbool van de Oost-Duitse staat, een hamer met een passer en daaromheen korenaren. Op de keerzijde staat een vredesduif. Het lint was wit met smalle strepen in de kleuren van de Duitse vlag. Men droeg de ster net als het Sovjet-voorbeeld aan een kort lint van drie bij drie centimeter binnen een metalen beugel.
Na 1972 waren de sterren niet langer van verguld zilver maar van het goedkope tombak. Ze werden dan ook niet meer in de Munt in Oost-Berlijn vervaardigd en het keur voor het zilver ontbrak. Net als bij de versierselen van de andere eretekens van de DDR volgde deze orde de neergang van de Oost-Duitse economie. Er waren geen kostbare metalen en edelmetalen meer beschikbaar.
De titel werd toegekend voor baanbrekend werk dat in de economie voor de opbouw en zege van het socialisme was verricht. Het instellingsbesluit noemde met name industrie, landbouw verkeer, handel, wetenschappelijke ontdekkingen en technische uitvindingen.